# 方名榮
方名榮（1626年10月4日—17世紀），字素傳，南直隸廬州府無為州巢縣人，明朝末年政治人物。

## 生平
崇禎十五年（1642年），方名榮中式壬午科應天鄉試舉人，次年（1643年）聯捷進士，授禮部儀制主事。
弘光時，因父母去世辭官。他個性豁達，不過問家人生活，以詩文自娛。清操博學為後人所重。卒年八十。

## 著作
著有《史鑑要畧》、《武陵遊草》、《廬山起寸錄》等。

## 家族
曾祖方淇（鄉賓）、祖方采、父方有聲（增廣生）。

## 引用
1. ↑  《巢縣志》
2. 1 2  錢海岳《南明史·卷三十一·列傳第七》：（弘光）時禮部司官：……方名榮，字素仁，巢縣人。崇禎十六年進士。儀制主事。憂歸。卒年八十。
3. ↑  道光《巢縣志·卷十一·人物志一》：（崇禎）十五年（舉人） 方名榮 壬午
4. ↑  道光《巢縣志·卷十三·人物志三》：方名榮，字素傳，由進士授禮部主事，丁憂歸。性曠達，不問家人生產，惟以詩文自娛。所著有《史鑑要畧》、《武陵遊草》、《廬山起寸錄》，清操碩學，後進宗之。年八十以壽終。
5. ↑  《崇禎十六年癸未科進士三代履歷》：方名荣，素传，詩六房，丙寅年八月十五日生。巢县人，壬午二十四名，會試一百二名，三甲一百二十八名。刑部觀政。